# Calamari fritti

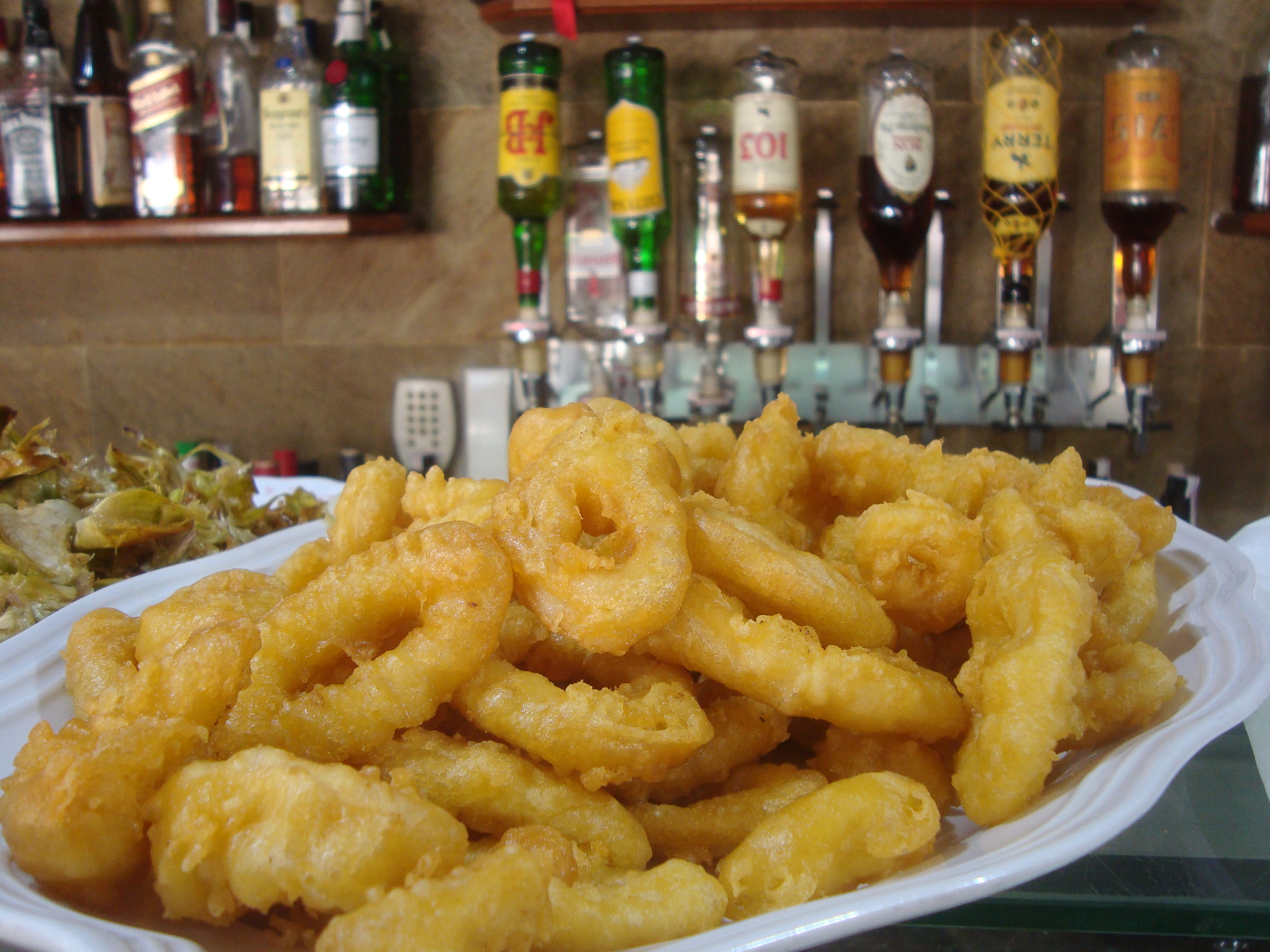
Calamari alla romana. Calamares a la Romana (Castellón, Spagna)

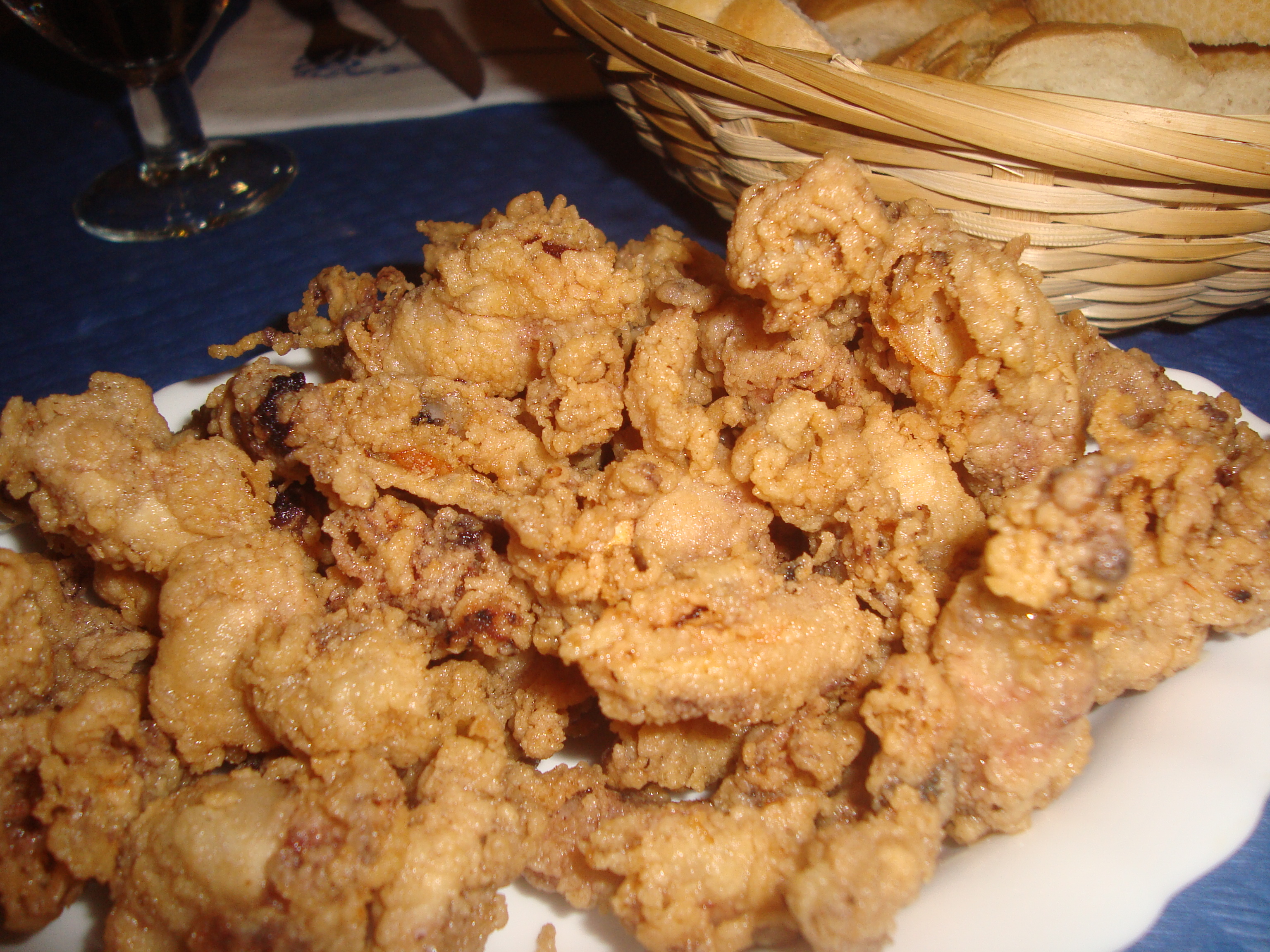
"Puntilla" de Calamari (Castellón, Spagna)

I calamari fritti sono un piatto diffuso in vari paesi che si affacciano sul Mar Mediterraneo (Italia, Spagna, la Grecia, la Turchia) e dell'Argentina. Sono calamari o totani, spesso passati in pastella (calamari alla romana), in rari casi nel pangrattato, fritti nell'olio bollente ed eventualmente  conditi con limone. Nel fritto insieme col corpo affettato (che assume così la classica forma ad anello), a volte possono essere posti anche le "ali" ed i tentacoli dell'animale.
I calamari fritti sono un ingrediente base del bocadillo de calamares (panino con i calamari), una specialità spagnola tipica in particolar modo a Madrid.